# Éringes
Éringes ist eine französische Gemeinde mit 57 Einwohnern (Stand 1. Januar 2022) im Département Côte-d’Or in der Region Bourgogne-Franche-Comté. Sie gehört zum Kanton Montbard und zum gleichnamigen Arrondissement Montbard. 
Sie grenzt im Nordwesten an Fresnes, im Nordosten an Lucenay-le-Duc, im Osten an Bussy-le-Grand, im Süden an Ménétreux-le-Pitois und im Westen an Seigny. 

## Bevölkerungsentwicklung
| Jahr                       | 1962 | 1968 | 1975 | 1982 | 1990 | 1999 | 2008 | 2016 |
| -------------------------- | ---- | ---- | ---- | ---- | ---- | ---- | ---- | ---- |
| Einwohner                  | 95   | 99   | 96   | 82   | 70   | 71   | 65   | 74   |
| Quellen: Cassini und INSEE |      |      |      |      |      |      |      |      |